# Union populaire républicaine (2007)
Die Union Populaire Républicaine (UPR, deutsch ‚Republikanische Volksunion‘) ist eine französische souveränistische politische Kleinstpartei, die im März 2007 von dem ehemaligen Spitzenbeamten François Asselineau gegründet wurde. Die Partei vertritt in erster Linien den sog. „Frexit“ (Austritt Frankreichs aus der EU, der Eurozone und der NATO) aufbauend auf den Verschwörungstheorien und Komplottvermutungen ihres Vorsitzendens François Asselineau, die in den sozialen Medien teils weite Verbreitung gefunden haben.

## Programmatik
Die politische Orientierung der UPR wird durch das französische Innenministerium als weder rechts noch links (Liste diverse) eingestuft.
Sie ist gegen die supranationalen Institutionen der EU, des Euro-Systems und der NATO gerichtet. Ihre Analyse besagt, dass die Entscheidungen des französischen Staates von „einer nicht gewählten Oligarchie und nicht von den Franzosen selbst“ getroffen werden, was zu einer Entfremdung des französischen Volkes gegenüber der Politik führt. Auch führt laut Aussage der UPR die kontinuierliche Herrschaft der EU über europäische Angelegenheiten zu einer „globalen Apartheid“ durch die Entfremdung bzw. Rivalität der europäischen Völker gegenüber anderen Völkern". Die UPR fordert den Ausstieg aus der EU und dem Euro durch die Anwendung des Artikels 50 des EU-Vertrages als einen ersten Schritt, um die gegenwärtige Krise dank der wieder errungenen Kontrolle über Kapital, Warenverkehr und Einwanderung zu überwinden. In Bezug auf die militärische Souveränität fördert die UPR den Austritt aus der NATO.
Die Charta der UPR inspiriert sich in großen Teilen an den Leitgedanken des „Conseil National de la Résistance“, dem Nationalen Widerstandsrat des französischen Widerstands gegen die deutsche Besatzung im Zweiten Weltkrieg und passt diese der Lage der heutigen Welt an. So befürwortet sie die Verstaatlichung von Unternehmen, die dem Allgemeinwohl dienen wie TF1, La Poste, Gaz de France, Autobahnen, Wasserversorgung und zum Schutz der Bürger der in Schwierigkeiten geratenen Banken.
Die UPR fordert in ihrem Programm die Anerkennung der Stimmenthaltung, die Durchführung einer Volksabstimmung und die „Zulassung einer nationalen Debatte“ über die Staatsverschuldung, Einwanderung und Energie.

## Parteiführung
Parteivorsitzender und Gründer der UPR ist François Asselineau.

## Mitgliederschaft
Die UPR behauptet eine ständig wachsende Mitgliederzahl zu haben, obgleich die öffentlichen Medien laut Aussage der UPR sie wegen ihres Programmes totschweigen. Nach eigenen Angaben hat sich die Partei hauptsächlich dank des Internets entwickelt: Die Vorträge von François Asselineau sollen mehr als 2 Millionen Mal angeschaut worden sein und die UPR-Internetseite soll dem Alexa Ranking nach zu den am meisten besuchten Internetseiten von politischen Parteien gehören.
| Datum             | Mitgliederzahl | Quelle |
| ----------------- | -------------- | ------ |
| 11. März 2017     | 16800          | [ 11 ] |
| 23. Januar 2017   | 15000          | [ 12 ] |
| 30. November 2015 | 9000           | [ 13 ] |
| 20. Dezember 2014 | 7000           | [ 14 ] |
| 21. Mai 2014      | 5000           | [ 15 ] |
| 29. Mai 2013      | 2960           | [ 16 ] |
| 29. Februar 2012  | ≈1000          | [ 5 ]  |

## Wahlergebnisse

### Präsidentschaftswahlen
Im Januar 2011 kündigte François Asselineau seine Kandidatur für die Wahl 2012 an. Er erhielt jedoch nur 17 von den 500 für eine offizielle Kandidatur erforderlichen Unterschriften von gewählten Vertretern. Somit war er keiner der 10 vom Verfassungsrat anerkannten Kandidaten. Am 10. März 2017 kündigte François Asselineau seine Kandidatur für das französische Präsidentschaftswahl 2017 an, nachdem mehr als für seine Kandidatur nötigen 500 Unterschriften von Mandatsträgern offiziell vom Verfassungsrat anerkannt wurden. Dort erhielt er 0,92 % der Stimmen.

### Parlamentswahl
Nach dem Skandal um Jérôme Cahuzac und seinem Rücktritt als Abgeordneter, entschieden sich François Asselineau und Régis Chamagne dazu, für den vakanten Sitz zu kandidieren. Ziel ihrer Kandidatur war es, die Analysen der UPR bekannt zu machen: dass die Europäische Union eine „Täuschung“ und die „Ursache des Problems“ ist. Die Kandidaten erlangten 0,58 % der Stimmen.
Bei weiteren parlamentarischen Nachwahlen erlangen die Kandidaten der UPR Yannick Hervé (im Februar 2015 im Département Doubs) und Loic Massebiau (im September 2015 im Département Aveyron) 0,57 % bzw. 1,86 % der Stimmen.

### Europawahl
Die UPR nahm an den Europawahlen 2014 teil und stellte eine der 15 Listen (von insgesamt 193), die in jedem der 8 Wahlkreise präsent war. Die UPR wurde offiziell als „LDIV“ (Abkürzung für „liste divers“, weder rechts noch links) durch das dafür zuständige Innenministerium eingestuft.
Das Budget von 350.000 Euro reichte jedoch nicht aus, um das Programm der UPR in jeden Haushalt zu senden: nur in 30 Départements wurde es verteilt.
Ziel war es, das Programm und die Analysen der UPR vorzustellen und die UPR mit Hilfe der Medienpräsenz bekannt zu machen. François Asselineau klagte vor dem französischen Medienkontrollrat (CSA), dass seine Partei keinen Zugang zu den Medien habe und dass das Prinzip der medialen Gleichberechtigung nur für die schon bekannten Parteien gelte.
Die UPR erhielt 0,41 % der Stimmen in ganz Frankreich (76 907 Stimmen).
In der Region Ile-de-France, wo er Spitzenkandidat war, erhielt François Asselineau 0,56 % der Stimmen (17 864 Stimmen).
Bei den Europawahlen 2019 erhielt die Partei 1,17 % der Stimmen; bei den Europawahlen 2024 1,02 % der Stimmen in Frankreich.

### Regionalwahlen
Im Dezember 2015 nahm die UPR an den Regionalwahlen teil und stellte eine Liste in allen Wahlkreisen (insgesamt 1971 Kandidaten) außer Korsika und den Übersee-départements Guyane, Guadeloupe und Martinique. Die UPR erhielt 0,87 % der Stimmen (189 330 Stimmen). In der Region Ile-de-France, wo er Spitzenkandidat war, erhielt François Asselineau 0,94 % der Stimmen (29 755 Stimmen).